# (2600) Lumme
(2600) Lumme est un astéroïde de la ceinture principale.

## Description
(2600) Lumme est un astéroïde de la ceinture principale. Il fut découvert le 9 novembre 1980 à la station Anderson Mesa par Edward L. G. Bowell. Il présente une orbite caractérisée par un demi-grand axe de 3,01 UA, une excentricité de 0,09 et une inclinaison de 11,7° par rapport à l'écliptique.

## Compléments